# Surf de neu als Jocs Olímpics d'hivern de 2002
Als Jocs Olímpics d'Hivern de 2002 celebrats a la ciutat de Salt Lake City (Estats Units) es disputaren quatre proves de surf de neu, dues en categoria masculina i dues més en categoria femenina. En aquesta edició es modificà la prova de l'eslàlom gegant, passant a disputar-se una prova d'eslàlom gegant en paral·lel.
Les proves es realitzaren entre els dies 10 i 15 de febrer de 2002 a les instal·lacions del Park City Mountain Resort.

## Comitès participants
Hi participaren un total de 118 esquiadors, entre ells 65 homes i 53 dones, de 19 comitès nacionals diferents.
| - Alemanya (9) - Austràlia (1) - Àustria (9) - Canadà (9) - Eslovàquia (1) |  | - Eslovènia (2) - Estats Units (14) - Espanya (1) - Finlàndia (7) - França (12) |  | - Itàlia (10) - Japó (9) - Noruega (7) - Països Baixos (1) - Polònia (2) |  | - Regne Unit (1) - Rússia (1) - Suècia (11) - Suïssa (12) |

## Resum de medalles

### Categoria masculina
| Prova                            | Or             | Argent              | Bronze        |
| Eslàlom Gegant paral·lel Detalls | Philipp Schoch | Richard Richardsson | Chris Klug    |
| Migtub Detalls                   | Ross Powers    | Danny Kass          | Jarret Thomas |

### Categoria femenina
| Prova                            | Or             | Argent        | Bronze            |
| Eslàlom Gegant paral·lel Detalls | Isabelle Blanc | Karine Ruby   | Lidia Trettel     |
| Migtub Detalls                   | Kelly Clark    | Doriane Vidal | Fabienne Reuteler |

## Medaller
| Posició | País         | Or | Argent | Bronze | Total |
| 1       | Estats Units | 2  | 1      | 2      | 5     |
| 2       | França       | 1  | 2      | 0      | 3     |
| 3       | Suïssa       | 1  | 0      | 1      | 3     |
| 4       | Suècia       | 0  | 1      | 0      | 1     |
| 5       | Itàlia       | 0  | 0      | 1      | 1     |
|         |              |    |        |        |       |
| Total   | Total        | 4  | 4      | 4      | 12    |